# Villiers-le-Mahieu
Villiers-le-Mahieu è un comune francese di 719 abitanti situato nel dipartimento degli Yvelines nella regione dell'Île-de-France.

## Società

### Evoluzione demografica
Abitanti censiti